# Drakula (1992.)
Drakula (eng. Bram Stoker's Dracula), američki gotički, romantični horor film kojeg je 1992. godine režirao i producirao Francis Ford Coppola, a temelji se na romanu Drakula Brama Stokera. Glume: Gary Oldman kao grof Drakula, Winona Ryder kao Mina Harker, Anthony Hopkins kao Abraham Van Helsing, Keanu Reeves kao Jonathan Harker i Sadie Frost kao Lucy Westenra.
Drakula je općenito dobio pozitivne kritike i postigao je velik uspjeh na kinoblagajnama. Glazbu je skladao Wojciech Kilar, a na odjavnoj špici čuje se pjesma "Love Song for a Vampire" Annie Lennox.

## Radnja
Godine 1462., Vlad Drakula, član Reda Zmaja, vraća se iz uspješnog noćnog napada na Turke i pronalazi svoju suprugu mrtvu: Elisabeta je izvršila samoubojstvo nakon što je primila lažnu vijest o njegovoj smrti. Bijesan zbog toga što je njegova supruga sada prokleta zbog samoubojstva, Drakula oskvrnjuje svoju kapelicu i odrekne se Boga, izjavljujući da će ustati iz groba da osveti Elisabetu sa svim silama tame. U nastupu bijesa probode križ svojim mačem i popije krv koja je potekla iz njega.
Godine 1897., mladi odvjetnik Jonathan Harker (Keanu Reeves) preuzima grofa Drakulu iz Transilvanije kao klijenta od svojeg kolege R.M. Renfielda (Tom Waits), koji je izgubio razum. Jonathan putuje u Transilvaniju da uredi njegove poslove oko kupnje nekretnine u Londonu, uključujući rezidenciju Carfax Abbey. Jonathan upozna Drakulu koji otkriva sliku Harkerove zaručnice Mine, te povjeruje da je ona Elisabetina reinkarnacija. Drakula ga prepušta svojim nevjestama koje ga zatoče, a sam otputuje u  Englesku s kutijama svoje zemlje, te se smjesti u Carfax. Njegov dolazak je predvidio Renfield u svojoj mahnitosti, koji je sada pacijent u susjednom azilu za psihički bolesne osobe doktora Jacka Sewarda.
U Londonu se Drakula pojavi kao biće koje nalikuje na vuka za vrijeme snažne oluje i hipnozom zavede, a zatim siluje i ugrize Lucy Westenra, kod koje Mina odsjeda dok je Jonathan u Transilvaniji. Lucyno loše zdravlje i promjene u ponašanju nagnaju Lucyne bivše udvarače Quinceya Morrisa i dr. Sewarda, zajedno s njezinim zaručnikom Arthurom Holmwoodom, da pozovu dr. Abrahama Van Helsinga, koji shvaća da je Lucy žrtva vampira. Drakula, koji se pojavi danju kao mlad i zgodan muškarac, susreće Minu i šarmira ju. Kad Mina dobije vijest od Jonathana, koji je pobjegao iz dvorca i oporavio se u manastiru, otputuje u Rumunjsku da se uda za njega. U napadaju bijesa Drakula pretvori Lucy u vampiricu. Van Helsing, Holmwood, Seward i Morris je ubiju.
Nakon što se Jonathan i Mina vrate u London, Jonathan i Van Helsing vode druge u Carfax, gdje uništavaju grofove kutije sa zemljom. Drakula ulazi u azil i ubije Renfielda zato što je upozorio Minu na njegovu postojanje prije nego što je posjeti u Sewardovim odajama dok ga ostali love. Priznaje da je ubio Lucy i terorizirao Minine prijatelje, ali zbunjena i ljuta Mina priznaje da ga još uvijek voli i prisjeća se svojeg prijašnjeg života kao Elisabeta. Na njezino inzistiranje Drakula je započne pretvarati u vampiricu. Progonitelji upadaju u sobu, a Drakula položi pravo na Minu kao svoju nevjestu prije nego što pobjegne. Dok traje Minin preobražaj, Van Helsing je hipnotizira i dozna putem njezine veze s Drakulom da plovi kući u svojoj zadnjoj kutiji. Progonitelji odlaze za Varnu da ga presretnu, ali Drakula pročita Minine misli i izbjegne ih. Progonitelji se razdvoje, Van Helsing i Mina putuju u Borgo Pass i dvorac, dok ostali pokušavaju zaustaviti Rome da prenesu grofa.
Noću Van Helsingu i Mini prilaze Drakuline nevjeste. Ispočetka plaše Minu, ali uskoro im se prepusti i pokuša zavesti Van Helsinga. Prije nego što se Mina uspije nahraniti njegovom krvlju, Van Helsing joj položi hostiju na čelo, ostavljajući trag. Okruži ih prstenom vatre da ih zaštiti od nevjesta, zatim se probije u dvorac i odsječe im glave sljedeće jutro. Kako se bliži zalazak sunca, Drakulina kočija dolazi u dvorac, tjerana progoniteljima. Dolazi do borbe između progonitelja i Roma. Morrisa rane u leđa tijekom borbe i za zalaska sunca Drakula iskače iz svojeg lijesa. Harker mu prereže grlo, a ranjeni Morris mu probode srce lovačkim nožem. Mina juri da zaštiti Drakulu koji posrće. Holmwood pokuša napasti, ali Van Helsing i Harker joj dopuštaju da se povuče s grofom. Morris umre okružen svojim prijateljima.
U kapelici gdje se odrekao Boga, Drakula leži i umire u drevnom demonskom obliku. Moli Minu da mu podari mir. Poljube se, a svijeće u kapelici se upale, te se Drakula pretvori u mladića, a Mina mu zabije nož u srce. Trag na njezinom čelu nestane jer je Drakulino prokletstvo skinuto. Odrubi mu glavu i zagleda se u fresku na kojoj se Vlad i Elisabeta zajedno uzdižu u nebo.

## Uloge
- Gary Oldman - Grof Drakula / Vlad III. Drakula[3]
- Winona Ryder - Mina Harker (djevojačko Murray) / Elisabeta
- Anthony Hopkins - Profesor Abraham Van Helsing / Svećenik / Glavni pripovjedač
- Keanu Reeves - Jonathan Harker
- Richard E. Grant - Dr. John Seward
- Cary Elwes - Sir Arthur Holmwood
- Billy Campbell -Quincey Morris
- Sadie Frost - Lucy Westenra
- Tom Waits - R. M. Renfield
- Monica Bellucci - Drakulina nevjesta
- Michaela Bercu - Drakulina nevjesta
- Florina Kendrick - Drakulina nevjesta
- Jay Robinson - Gospodin Hawkins

## Produkcija
Winona Ryder je prva obratila Coppolinu pažnju na scenarij Jamesa V. Harta. Redatelj se složio da se sretne s njom tako da raščiste nesuglasice nakon njezinog povlačenja iz Kuma III. Film je kasnio zbog produkcije te je ona mislila da je Coppola omalovažava. Coppolu je privukao senzualni element scenarija, te je rekao da je htio da dijelovi filma nalikuju na "erotski san". U mjesecima nakon premijere upućeni u Hollywoodu koji su vidjeli film smatrali su da je Coppolin film previše nastran, nasilan i čudan da postigne komercijalni uspjeh, pa su ga nazvali Vatromet vampira prema uspješnici iz 1990. Vatromet taštine. Zbog kašnjenja i premašivanja troškova u nekim od svojih prethodnih projekata (Apokalipsa danas, Jednom iz ljubavi), Coppola je bio odlučan da završi film na vrijeme i bez dodatnih troškova. Da bi to postigao, snimao je na zvučnim pozornicama da izbjegne moguće probleme zbog lošeg vremena.
Coppola je odlučio investirati značajan dio novca u kostime da pokaže glumce koje je smatrao "draguljima" filma. Angažirao je crtača koji je napravio knjigu snimanja za cijeli film unaprijed pažljivo ilustriravši svaki planirani kadar, što je bio proces kojim je stvorio tisuće slika. Pretvorio je crteže u neujednačeni animirani film i dodao glazbu, zatim spojio scene iz francuske verzije Ljepotice i zvijeri Jeana Cocteaua iz 1946. sa slikama Gustava Klimta i drugih umjetnika simbolizma. Pokazao je film dizajnerima da im predoči ideju raspoloženja i teme na koje je ciljao. Coppola je također zamolio kostimografe da mu jednostavno donesu "čudne" dizajne. "'Čudno' je postalo šifra za 'Ne radimo po formuli'", prisjećao se kasnije. "'Dajte mi nešto što dolazi ili iz istraživanja ili iz vaših vlastitih noćnih mora.' Dao sam im slike i crteže, i govorio sam im o tome kako film mora izgledati vizualno."
Coppola je angažirao dramsku pedagoginju Gretu Seacat da pripremi Sadie Frost i Winonu Ryder za njihove erotske scene jer mu je bilo neugodno razgovarati o seksualnosti s mladim glumicama. Međutim, tražio je od Garyja Oldmana da govori zavodnički Sadie Frost iza kamere dok su snimali scenu u kojoj se previjala sama u svojem krevetu u ekstazi. Kasnije je nazvala stvari koje joj je Oldman rekao "prilično neponovljivima".
Francis Ford Coppola nije želio koristiti suvremene specijalne efekte poput kompjuterski animiranih slika, već zastarjele tehnike stvaranja specijalnih efekata s početka povijesti kinematografije, koje je smatrao prikladnijima zbog razdoblja u kojem se radnja filma poklapa s vremenom nastanka filma. Prvobitno je angažirao standardni tim za vizualne efekte, ali kad su mu rekli da su stvari koje želi postići nemoguće bez uporabe moderne digitalne tehnologije, Copola se nije složio i otpustio ih, zamjenjujući ih svojim 29-godišnjim sinom Romanom Coppolom. Specijalni efekti u filmu zato nisu dobiveni uporabom optičkog printera ili kompjuterski stvorenih efekata, već su stvoreni uporabom praktičnih efekata na setu i pomoću same kamere. Npr., bilo koje sekvence koje bi inače zahtijevale uporabu komponiranja kadra napravljene su tako da su glumci postavljeni ispred ekrana koji je projicirao sliku iza njih, ili višestrukom ekspozicijom, snimanjem pozadine, a zatim vraćanjem filma u kameri i snimanjem prednjeg plana na isti film, cijelo vrijeme koristeći se tehnikom kaširanja da se osigura da samo željena područja budu izložena. Linearna perspektiva je često korištena zbog kombiniranja minijaturnih modela ili naslikane pozadine s elementima u prirodnoj veličini, ili da se stvore iskrivljeni pogledi na stvarnost, kao što je držanje kamere naopako ili neobični kutovi čime objekti naizgled proturječe zakonima fizike.

## Prijem

### Kritike
Dracula je dobio općenito pozitivne kritike. Film je na temelju 46 kritika na portalu Rotten Tomatoes dobio ocjenu od 80% s konsenzusom: "Prenapuhano u najboljem smislu te riječi, Coppolina vizija 'Drakule' Brama Stokera spašava lik od desetljeća banalnih interpretacija - i karakteriziraju je neke nevjerojatnih izvedbe kao poticaj". Vincent Canby iz New York Timesa je opisao djelo kao film kojeg je stvorio "entuzijastičan i napredan student koji je magijom postao majstor svojeg umijeća". Richard Corliss iz Timea: "Coppola oživljava stare jezive priče... Svi znaju da Drakula ima srce: Coppola zna da je potrebno zabiti kolac u nešto više od organa. Za redatelja je grof nemiran duh osuđen na previše godina na pokop u lošim filmovima. Ovaj raskošan film vraća biću plemenitost i daje mu mir".
Roger Ebert je nagradio film s 3/4 zvijezde i napisao: "Uživao sam u filmu jednostavno zbog načina na koji je izgledao i osjećao. Scenografi Dante Ferretti i Thomas Sanders su nadmašili same sebe. Snimatelj Michael Ballhaus se toliko uživio da uvijek izgleda kao da sjaji sa sjenama". Međutim, kritizirao je "pripovjedne konfuzije i slijepe ulice" filma. Jonathan Rosenbaum iz Chicago Readera je smatrao da film pati od "ponešto raspršene i prenatrpane pripovjedne linije", ali da "ostaje fascinantan i često dirljiv zahvaljujući svoj svojoj vizualnoj i konceptualnoj energiji". Tom Hibbert iz Empirea je nagradio film s 2/5 zvjezdice i napisao: "Da li je film ikad obećavao tako puno, a dao tako malo? Bilo je toliko potencijala, no kad se dogodio, Coppola je napravio svojeg Drakulu previše starog da bi bio prijetnja, dao Keanuu Reevesu ulogu i izbacio svu akciju". Reevesova izvedba našla se kasnije na listi portala Total Film - 50 izvedbi koje su uništile filmove.

### Uspjeh na kinoblagajnama
Film se našao na broju 1 na kinoblagajnama s 30,521.679 dolara. Međutim, pao je u sljedećim tjednima izgubivši 50,8% svoje publike nakon premijernog prvog vikenda i ispao iz liste pet najboljih nakon tri tjedna. Ipak je postigao uspjeh na kinoblagajnama zaradivši 82,522.790 dolara u Sjevernoj Americi, te je postao petnaesti film po zaradi te godine. Izvan Sjeverne Amerike je zaradio 133,339.902 dolara, a sveukupno 215,862.692 dolara, što ga čini devetim filmom po zaradi te godine u svijetu.

### Priznanja
Film je osvojio tri Oscara, za najbolji dizajn kostima (Eiko Ishioka), najbolju montažu zvuka, (Tom C. McCarthy, David E. Stone) i najbolju šminku (Greg Cannom, Michèle Burke, Matthew W. Mungle), i bio nominiran za najbolju scenografiju (Thomas E. Sanders, Garrett Lewis). Također je osvojio četiri nagrade Saturn, zajedno s nagradom za najboljeg redatelja (Coppola) i najboljeg glumca (Oldman).

## Kućna izdanja
Godine 1993. pojavilo se specijalno izdanje "Drakule" u obliku lijesa. Kutija je sadržavala film na VHS-u, na kojem su se nalazili dokumentarni film sa snimkama iza scene i originalni roman Brama Stokera s mekim koricama.
Drakula se prvi put pojavio na DVD-u 1999. i zatim kao Superbit DVD 2001. godine. Niti jedno izdanje nije sadržavalo dodatke. Dvodijelno izdanje "Collector's Edition" na DVD-u i Blu-rayu pojavili su se 2007. godine. Izdanje "Collector's Edition" sadrži uvod i komentar redatelja Francisa Forda Coppole, obrisane i produžene scene, kratku i uobičajenu najavu i dokumentarne filmove "The Blood Is the Life: The Making of Dracula", "The Costumes Are the Sets: The Design of Eiko Ishioka", "In Camera: The Naïve Visual Effects of Dracula" i "Method and Madness: Visualizing Dracula".